# Управление особого строительства НКВД
Управление особого строительства НКВД, Особстро́й (УОС НКВД СССР) — подразделение, действовавшее в структуре Главного управления исправительно-трудовых лагерей Народного комиссариата внутренних дел СССР.
В ведении Особстроя находились:
- Безымянский ИТЛ в Куйбышеве
- Бакальский ИТЛ в Челябинской области (до 25 января 1942 года)[1]

## Создание
Управление организовано 28 августа 1940 года приказом Наркома внутренних дел СССР № 001060. Начальником Особстроя был старший майор госбезопасности Александр Павлович Лепилов. УОС НКВД СССР дислоцировалось на станции Безымянка (в 18 км от исторического центра Куйбышева).
Объекты законсервированного Куйбышевского гидроузла в соответствии с постановлением правительства в 1940 году были переданы Особстрою от Управления Строительства Куйбышевского гидроузла. В приказе наркома НКВД Берия предписывалось:
«Произвести передачу Управлению Особого Строительства НКВД СССР нижеперечисленных предприятий, хозяйств и материально-имущественных ценностей. Передаче Управлению Особого Строительства подлежат: 1. Безымянская ТЭЦ с линиями электропередач. 2. Куйбышевская ТЭЦ с линиями электропередач. 3. Центральный механический завод. 4. Киркомбинат. 5. Куйбышевский ДОК. 6. Строительство жилых домов в г. Куйбышеве. 7. Красноглинская железная дорога (с подъездными путями). 8. Жигулёвская контора нерудных материалов. 9. Жигулёвский ДОК. 10. Жигулёвская лесобиржа. 11. Зубчаниновский участок. 12. Новосемейкинский участок. 13. Торгпит. 14. Совхозы и сельхозы.
Все предприятия передаются с имуществом, ценностями, аппаратом, рабсилой, активами и пассивами».
По состоянию на июль 1940 года в ведении Особстроя находились:
- Жигулёвский район (2 участка) — 6000 человек;
- Куйбышевский участок (Куйбышевская ТЭЦ) — 2000 чел.;
- Мехзаводской участок — 2000 чел.;
- Безымянский участок (Безымянская ТЭЦ) — 3000 чел.;
- Зубчаниновский участок — 900 чел.;
- Киркомбинатский участок — 1500 чел.;
- Инвалидный городок — 700 чел.

С августа 1940 года численность заключённых в лагерях Особстроя быстро увеличивалась, подробнее см. в статье Безымянлаг.

## Структура и деятельность
Основной задачей Особстроя было строительство авиационных и моторостроительного заводов вблизи города Куйбышева, а также других промышленных и жилых объектов в городе и его окрестностях. В качестве рабочей силы использовались заключённые Безымянского исправительного-трудового лагеря (Безымянлага), военнопленные, а также некоторое количество вольнонаёмных работников (инженерных специальностей).
Территории, подведомственные Особстрою в Куйбышеве, обозначались как районы. По состоянию на апрель 1941 года в составе Особстроя имелись следующие районы:
- 1-й район (6 участков) — строительство авиационных заводов № 122[6] и 295[7] (4 км от ж.д. станции Безымянка, восточная часть нынешнего Юнгородка);
- 2-й район (2 участка) — строительство авиамоторного завода (1 км от ж.д. станции Безымянка, западная часть нынешнего Юнгородка);
- 3-й район (2 участка) — строительство аэродрома для авиазаводов и шоссейных дорог в Зубчаниновке (4400 чел., 8 км от ж.д. станции Безымянка, 1 и 4 км от ж.д. платформы Зубчаниновка);
- 4-й район (1 участок) — строительство жилого городка (4 км от ж.д. станции Безымянка, район нынешней площади Кирова).

На территории 1-го района лагерные посёлки (состоящие из бараков, в основном деревянных, иногда засыпных или шлакоблочных) располагались в непосредственной близости от стройплощадок авиазаводов, в полосе вдоль гужевой дороги (ныне улица Псковская), на площадке близ железнодорожной платформы «139-й километр» (сейчас платформа «Мирная»), территории на месте будущего стадиона «Маяк», в полосе вдоль строящейся грунтовой автострады (Кировское шоссе, ныне проспект Кирова).
Помимо районов, имелся ряд отдельных участков:
- Безымянская ТЭЦ — строительные работы;
- Куйбышевская ТЭЦ — строительные работы и деревообделочный комбинат;
- Мехзаводской участок (при нём штрафной участок в Орловом овраге) — строительные работы, металлоконструкции, песчаный карьер (3 км от механического завода);
- Киркомбинат — производство кирпича;
- Контора подсобных предприятий (3 участка, бывший Жигулёвский район) — выгрузка леса, деревообделочный комбинат, каменные карьеры (Коптев овраг на левом берегу Волги в 28 км от г. Куйбышева, Ширяево — на правом берегу Волги в 15 км от Коптева оврага);
- Зубчаниновский участок — швейные мастерские, склады общего и технического снабжения (5 км от ж.д. станции Безымянка);
- Красноглинский участок — деревообделочный комбинат, Центральный лазарет (Коптев овраг);
- Елшанка — песчаный карьер (ж.д. разъезд Елшанка Чкаловской железной дороги, 198 км от Безымянки);
- Сакмара — песчаный карьер (ж.д. разъезд Сакмара Чкаловской железной дороги, 316 км от Безымянки);
- Кряж — овощной совхоз (5 км от ж.д. станции Кряж);
- Хорошенький — мясо-молочный совхоз (60 км от г. Куйбышева).

Уже в феврале 1941 года существовал 3-й район УОС в районе платформы Зубчаниновка, задачей которого было строительство аэродрома для авиазаводов, а также автодорог. К апрелю 1941 года численность заключённых 3-го района выросла с 2372 до 4400 человек, имелось уже 2 лагучастка (в 1 и 4 км от платформы Зубчаниновка).
Строительство жилых домов Безымянки вёл 4-й район УОС (лагподразделения которого дислоцировались недалеко от нынешней площади Кирова) в 1941 году и первой половине 1942 года, численностью около 5700 чел.
К декабрю 1941 года строительство первой очереди авиационных заводов было закончено. В начале 1942 года все лагерные участки, обслуживающие строительство (карьеры по добыче песка и камня, лесопильные заводы) были объединены в лагерь № 14 Конторы подсобных предприятий.
По состоянию на 1 апреля 1942 года списочная численность заключённых составляла 50506 человек со следующей дислокацией::
- 1-й район (два лагучастка) — строительство двух авиазаводов (8294 чел.);
- 2-й район (один лагучасток) — строительство авиамоторного завода (10124 чел.);
- 4-й район (один лагучасток) — строительство жилого городка на Безымянке (5704 чел.);
- 5-й район (один лагучасток) — строительство Безымянской ТЭЦ (3542 чел.);
- 6-й участок (посёлок Зубчаниновка) — базы общего и технического снабжения (2204 чел.);
- 7-й участок (Куйбышевский деревообделочный комбинат) — производство столярных изделий (789 чел.);
- 8-й участок (Новосемейкино) — строительство объекта № 15 — подземного радиоцентра (4069 чел.);
- 9-й участок — кирпичные заводы (1007 чел.);
- 10-й участок (совхоз «Кряж») — производство овощей (1165 чел.);
- 11-й участок (Елшанский карьер) — добыча нерудных материалов (250 чел.);
- 12-й участок (совхоз «Хорошенькое») — зерновой и животноводческий (200 чел.);
- 13-й участок (Отдельный Красноглинский оздоровительный профилактический пункт) — центральный лазарет (3291 чел.);
- 14-й участок (восемь лагучастков) — Контора подсобных предприятий на станции Красная Глинка, обеспечивающая рабочей силой карьеры и лесопильные заводы (9867 чел.).

К апрелю 1942 года 3-го район УОС был преобразован в 6-й участок (Зубчаниновка) — 2204 чел, а к сентябрю 1942 г. — в 4-й лагучасток (Зубчаниновка) — 2676 чел., его задачами были: строительство жилых домов, обеспечение рабочей силой базы общего и технического снабжения, производственного комбината, железной дороги, автотракторных баз.
Летом 1942 основной задачей УОС стало строительство дорог, соединяющих район Безымянки с Куйбышевым и расширение жилгородка. Количество заключённых уменьшилось за счёт досрочно освобождённых и отправленных на фронт на 18 тысяч человек. Первый и второй районы, а также цех металлоконструкций объединили в трест «Промстрой», на который возлагалась достройка авиазаводов и вспомогательных производств. Из других районов были созданы тресты «Жилстрой», «Монтажстрой» и «Доркоммунстрой». К осени 1942 года 4-й район УОС был реорганизован во 2-й лагучасток («Жилстрой») с численностью 7418 чел., а в феврале 1943 года «Жилстрой» преобразован в строительный участок № 1 с подчинением ему 4-х прорабств, осуществлявших жилищное и культурно-бытовое производство.
В 1943 году, в связи с сокращением объёмов капиталовложений, число подразделений сократилось, часть хозяйственных объектов вышло из ведения УОС. Расположенные на Безымянской площадке объекты промышленного и жилищного строительства были переданы 11-му строительному тресту и сняты с баланса Управления особого строительства. Теплоэлектроцентрали были переданы Куйбышевэнерго, водопровод, канализация, очистные сооружения и трамвайные линии, обслуживавшие Жилпосёлок, — Куйбышевскому горкомхозу. В составе УОС в декабре 1943 года был ликвидирован Жигулёвский район. В декабре 1944 года для выполнения строительно-монтажных работ на месторождениях нефти был создан Самаро-Лукский район, который имел 7 строительно-монтажных участков (Губинский, Печерский, Ставропольский, Зо́льненский, Отважненский, дорожный и электромонтажный).
К концу 2 квартала 1945 года главнейшие объекты нефтеперерабатывающего завода № 443 были закончены и сданы в эксплуатацию. Помимо заключённых Безымянлага (около 10 тыс. чел.), на строительстве завода были заняты мобилизованные татары из Крыма (около 1500 чел.), а также вольнонаемные строители, значительная часть которых в прошлом была узниками Безымянлага, после освобождения они были закреплены за Особстроем в качестве трудмобилизованных. В марте 1946 года все незавершённые строительством объекты были переданы в ведение Главнефтегазстроя.
В целях перевода Куйбышевской ГРЭС и Безымянской ТЭЦ на сжигание природного газа, значительные запасы которого к тому времени были разведаны на границе Куйбышевской и Оренбургской областей, 20 мая 1942 года в структуре Особстроя было создано управление строительством газопровода Бугуруслан — Похвистнево — Куйбышев, а 15 сентября 1943 года был введён в эксплуатацию основной 160-километровый участок между Куйбышевом и Похвистневом. К концу декабря к газопроводу подключен участок Бугуруслан — Похвистнево, общая длина газопровода достигла 180 километров (на тот период это был самый крупный газопровод в СССР). Шло строительство ещё одного участка газопровода до Красноглинского района, где также находилось много оборонных предприятий. 31 декабря 1943 года вступил в строй участок газовой магистрали от Безымянки до Мехзавода длиной 5,6 км.
В апреле—августе 1943 года в подчинении Особстроя находилось Управление строительства Широковской ГЭС на реке Косьва и Вилухинской ГЭС на реке Усьва.
С 1944 года на объектах Особстроя работали военнопленные, которых предоставляло Главное управление военнопленных и интернированных НКВД СССР.
С сентября 1943 года по июль 1945 года энергетические предприятия Куйбышева получили по новому газопроводу 260 миллиардов кубометров природного газа, что оказалось равноценно 370 тысячам тонн каменного угля и позволило высвободить от перевозки угля 20 тысяч вагонов, которые были направлены для перевозки оборонных грузов. Во второй половине 1945 года Куйбышевская ГРЭС и Безымянская ТЭЦ с газового топлива перешли на сжигание сырой нефти, которая к тому времени стала сюда поступать по трубопроводу с нефтепромыслов Самарской Луки, где основной рабочей силой также были заключённые лагерей УОС.
8 декабря 1945 года приказом Наркома внутренних дел СССР № 001479 Особстрой был передан в состав Главного управления аэродромного строительства (ГУАС НКВД).

## Объекты
Управлением особого строительства были построены
в Куйбышеве и окрестностях:
- авиационный завод № 122[6];
- авиационный завод № 295[7];
- моторный завод № 377 (на этой площадке разместился моторостроительный завод, созданный на основе завода № 24 (позднее — МПО имени Фрунзе, АО «Моторостроитель»);
- корпуса завода № 207 (на эту площадку осенью 1941 года были эвакуированы: завод № 125 им. Орджоникидзе из города Подольск, Ижорский и Таганрогский котельные заводы)[17];
- корпуса завода № 525 (ныне ОАО «Металлист-Самара»);
- Нефтеперерабатывающий завод № 443 в районе станции Кряж;
- аэродром Безымянка;
- достроена железная дорога «Безымянка — Красная Глинка», станции и погрузочно-разгрузочные платформы
- достроена Безымянская ТЭЦ (включая искусственный водоём канал длиной более километра, ведущий от БТЭЦ к реке Самара);
- объект № 15 — радиостанция в селе Новосемейкино, самая мощная на тот период в СССР[18];
- объекты водопровода и канализации в городе Куйбышеве;
- асфальтированное дорожное покрытие на Чёрновском шоссе длиной 9 км от Куйбышева до Безымянки;
- трамвайные пути на Чёрновском шоссе и Заводском шоссе, трамвайное депо на улице Физкультурной в городе Куйбышеве;
- путепровод по проспекту Кирова в городе Куйбышеве;
- жилые и административные здания в районе Безымянка, посёлках Управленческий, Мехзавод, Зубчаниновка, Красная Глинка, Кряж и других.

в Пермском крае:
- Широковская ГЭС на реке Косьва[19][20]
- Вилухинская ГЭС на реке Усьва[19]